# Onthophagus sibuyanus
Onthophagus sibuyanus är en skalbaggsart som beskrevs av Antoine Boucomont 1924. Onthophagus sibuyanus ingår i släktet Onthophagus och familjen bladhorningar. Inga underarter finns listade i Catalogue of Life.